# Pomnik Stefana Żeromskiego w Iławie
Pomnik Stefana Żeromskiego w Iławie – pomnik polskiego pisarza Stefana Żeromskiego znajdujący się w Iławie, w Parku "Żeromek", niedaleko brzegu Jezioraka.

## Forma artystyczna
Betonowa kompozycja rzeźbiarska została wykonana przez zespół rzeźbiarzy pod przewodnictwem Eugeniusza Kalmusa (odpowiedzialnego za postać Stefana Żeromskiego). Za formę dwóch ażurowych tablic z płaskorzeźbami i inskrypcjami odpowiedzialny był Bolesław Marschall, natomiast za małą architekturę otoczenia w postaci Parku ,,Żeromek" odpowiadała Irena Nowicka.
Kompozycja łączy w sobie zarówno elementy figuratywne (pomnik Żeromskiego) jak i charakterystyczne dla lat 60. XX wieku abstrakcyjne formy geometryczne. 
Modelem dla postaci Stefana Żeromskiego był iławianin Stanisław Liss.

## Odsłonięcie pomnika
Pomnik został odsłonięty w czasie uroczystości Tysiąclecia Państwa Polskiego 23 października 1966 roku. W związku z tym miejscowe Liceum Ogólnokształcące nazwano imieniem Stefana Żeromskiego. Od tego czasu pomnik wpisał się na stałe w krajobraz Iławy, upodobali go sobie też maturzyści.  

## Związki Żeromskiego z Iławą
Pomnik upamiętnia pobyt pisarza w Iławie, gdzie w maju 1920 roku Żeromski uczestniczył w wiecach przekonując mieszkańców Warmii i Powiśla do głosowania w plebiscycie za przyłączeniem tych ziem do Polski.

## Ciekawostki
Pomnik Stefana Żeromskiego w Iławie wspomniany jest w powieści „Pan Samochodzik i złota rękawica”, której akcja zaczyna się w Iławie.

– A tutaj ma pan książki? O, przeważnie wiersze – zdziwiła się. – Pan lubi poezję.
– To poezja ludowa Warmii i Mazur. Teraz się nią trochę interesuję – uciąłem, nie chcąc się wdawać w dłuższe wyjaśnienia.
Za bulajami jachtu zapadała już noc. Świeciły latarnie uliczne na drodze do mostu i po drugiej stronie jeziora, na skwerze przy pomniku Stefana Żeromskiego.
– Jak panu na imię? – zapytała.
– Tomasz. A pani?
– Czy to nie wszystko jedno? – roześmiała się. – Przyjaciele nazywają mnie Bajeczką. Bardzo lubię, gdy się w ten sposób do mnie zwracają.